# RCV
RCV Entertainment (Recorded Cinematographic Variety) was een Nederlandse onafhankelijke filmdistributeur, gevestigd te Hilversum. 

RCV bracht dvd's en VHS-banden uit. Het ging vooral om Hollywoodfilms, maar ook films in het arthouse-genre. In 2008 werd RCV verkocht aan het Canadese Entertainment One (eOne).

## Historie
- RCV is opgericht in 1979 door Otger Merckelbach. In de beginperiode legde het bedrijf zich vooral toe op het distribueren van videofilms in de Benelux.
- In 1989 begon de markt van huurvideo's verzadigd te raken. Om toch te blijven groeien werd het werkterrein uitgebreid naar "all-media" distributie (dus naast DVD verhuur, ook bioscoopdistributie, DVD verkoop (sell thru) en de verkoop van de TV rechten van de aangekochte films).
- In 1997 werd 50% van de aandelen verkocht aan VNU. Dit aandeel werd in 1999 uitgebreid tot 100%.
- In 2001 werd RCV Entertainment verkocht aan de Finse uitgever Sanoma.
- In 2008 werd RCV Entertainment verkocht aan het Canadese entertainment-bedrijf Entertainment One.[1]
- In 2009 werd RCV Entertainment hernoemd naar Entertainment One Benelux.
- In 2019 werd het bedrijf hernoemd naar WW Entertainment BV.

## Films
De catalogus van RCV bevat ca 2.000 filmtitels.

Films van RCV zijn Hotel Rwanda, The English Patient, Kill Bill, Scary Movie, Sin City, Perfume, La Vie en rose, Hairspay, The Golden Compass, 17 Again en Fame. 

Nederlandse producties zijn o.a. Van God Los, De Tweeling, 'n Beetje Verliefd, Sinterklaas en het Geheim van het Grote Boek, Shadow Man en Terug naar de kust.